# 大棚西
大棚西（おおだなにし）は、神奈川県横浜市都筑区の地名。「丁目」の設定のない単独町名である。住居表示実施済区域。

## 地理
都筑区の北部に位置し、北に牛久保東、南に大棚町、西に中川中央と接している。

## 歴史

### 沿革
- 1995年（平成7年）10月16日 - 住居表示の実施[6]に伴い、牛久保町、大棚町、中川町の各一部から大棚西を新設[7]。

## 世帯数と人口
2025年（令和7年）6月30日現在（横浜市発表）の世帯数と人口は以下の通りである。
| 町丁   | 世帯数  | 人口    |
| ------ | ------- | ------- |
| 大棚西 | 593世帯 | 1,469人 |

### 人口の変遷
国勢調査による人口の推移。
| 年                 | 人口  |
| ------------------ | ----- |
| 2000年（平成12年） | 1,710 |
| 2005年（平成17年） | 1,771 |
| 2010年（平成22年） | 1,704 |
| 2015年（平成27年） | 1,676 |
| 2020年（令和2年）  | 1,542 |

### 世帯数の変遷
国勢調査による世帯数の推移。
| 年                 | 世帯数 |
| ------------------ | ------ |
| 2000年（平成12年） | 563    |
| 2005年（平成17年） | 574    |
| 2010年（平成22年） | 569    |
| 2015年（平成27年） | 571    |
| 2020年（令和2年）  | 571    |

## 学区
市立小・中学校に通う場合、学区は以下の通りとなる（2024年11月時点）。
| 番・番地等 | 小学校             | 中学校             |
| ---------- | ------------------ | ------------------ |
| 全域       | 横浜市立中川小学校 | 横浜市立中川中学校 |

## 事業所
2021年（令和3年）現在の経済センサス調査による事業所数と従業員数は以下の通りである。
| 町丁   | 事業所数 | 従業員数 |
| ------ | -------- | -------- |
| 大棚西 | 7事業所  | 276人    |

### 事業者数の変遷
経済センサスによる事業所数の推移。
| 年                 | 事業者数 |
| ------------------ | -------- |
| 2016年（平成28年） | 5        |
| 2021年（令和3年）  | 7        |

### 従業員数の変遷
経済センサスによる従業員数の推移。
| 年                 | 従業員数 |
| ------------------ | -------- |
| 2016年（平成28年） | 15       |
| 2021年（令和3年）  | 276      |

## 施設
- 大塚・歳勝土遺跡

## その他

### 日本郵便
- 郵便番号 : 224-0028[3]（集配局：都筑郵便局[16]）

### 警察
町内の警察の管轄区域は以下の通りである。
| 番・番地等 | 警察署     | 交番・駐在所       |
| ---------- | ---------- | ------------------ |
| 全域       | 都筑警察署 | センター北駅前交番 |